# Duplex usus legis

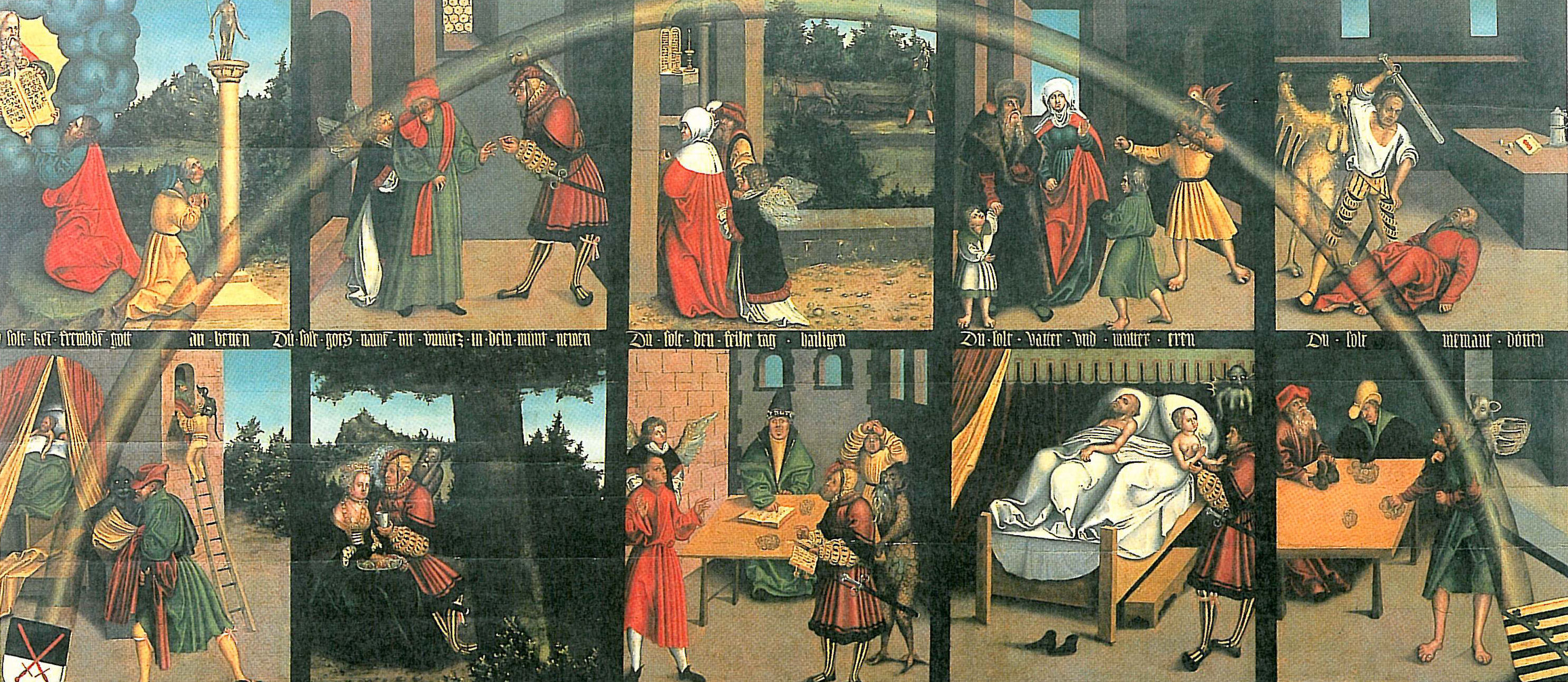
Der usus civilis legis: Tafel mit den Zehn Geboten im Rathaus zu Wittenberg, Lucas Cranach d. Ä., 1516

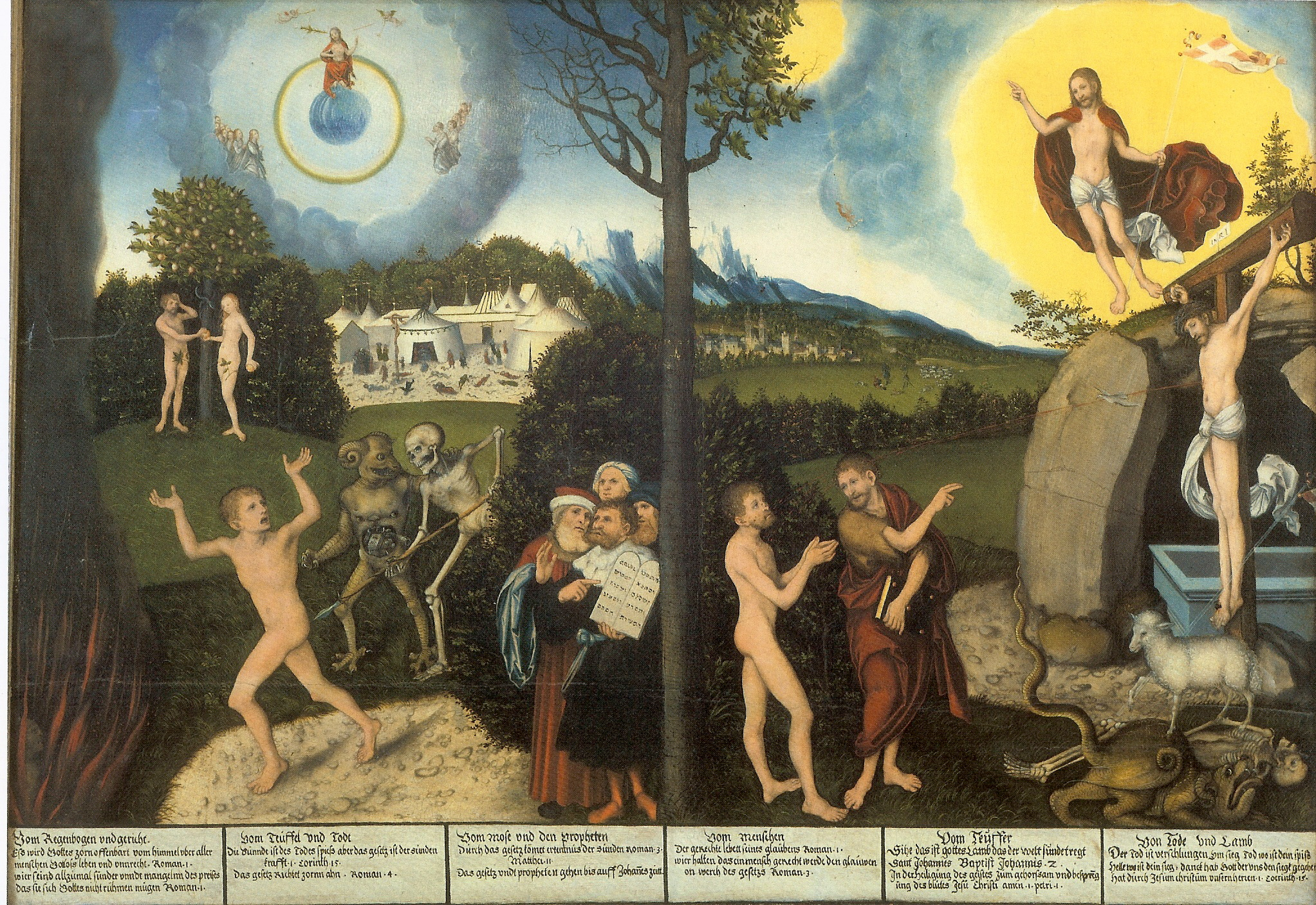
Der usus elenchticus legis: Vom Gesetz (den Tafeln der Zehn Gebote) zu Tode erschreckt, flieht der Mensch zum Kreuz Christi. Lucas Cranach d. Ä., Gesetz und Gnade, 1529 (Herzogliches Museum Gotha)

Duplex usus legis („zweifacher Gebrauch des Gesetzes“) ist ein Begriff der lutherischen Ethik.
Martin Luther verwendete seit der Kirchenpostille (1522) konsequent folgende Terminologie:
- Erster Gebrauch des Gesetzes (usus civilis oder politicus): Aufrechterhaltung gesellschaftlicher Ordnung. Luther meinte, dass die Menschen wie wilde Tiere übereinander herfielen, wenn die weltliche Obrigkeit nicht durch Gesetze und Strafen ein friedliches Zusammenleben schützte.[2]
- Zweiter Gebrauch des Gesetzes (usus elenchticus, spiritualis oder theologicus): Sündenerkenntnis (cognitio peccati). „So ‚braucht‘ Gott sein Gesetz (läßt es wirksam werden) zur Aufdeckung der Sünde in den Herzen der Menschen.“[3]

Einen Tertius usus legis („dritten Gebrauch des Gesetzes“) kannte Luther nicht. Werner Elert und Gerhard Ebeling wiesen unabhängig voneinander nach, dass die einzige Fundstelle hierzu in Luthers Werken, WA 39 I, 485, 16–24, eine Bearbeitung des Textes (Elert: „Fälschung“) durch Philipp Melanchthon ist. Gegen die Anhänger Melanchthons („Philippisten“) hielten die Gnesiolutheraner am Duplex usus legis fest.
Den Begriff usus legis bildete Luther in Anknüpfung an den Bibelvers 1 Tim 1,8 . Die inhaltliche Präzisierung erfolgte in zwei Schritten, zunächst in Auseinandersetzung mit den von Luther sogenannten „Schwärmern“ (hier besonders mit Karlstadt), später in Auseinandersetzung mit den Antinomisten.

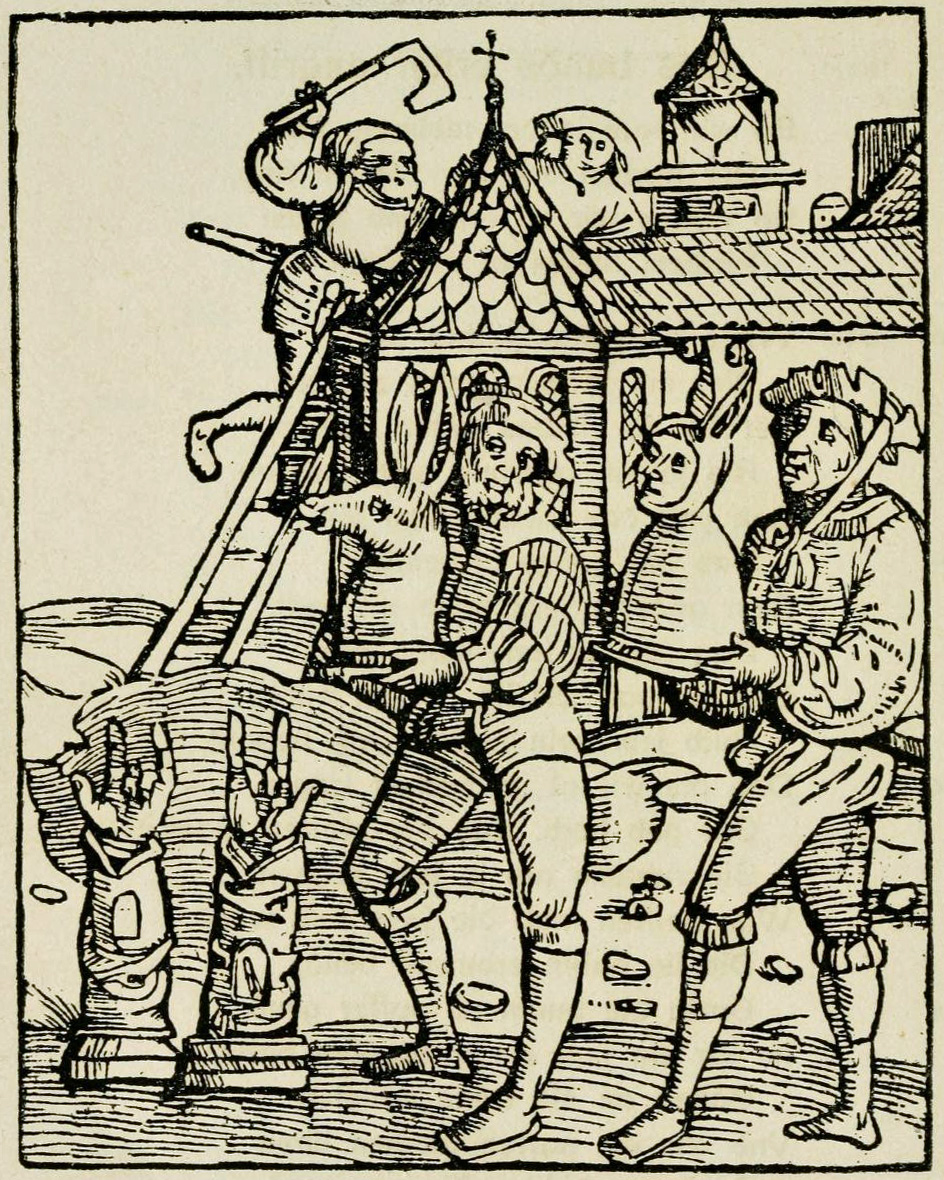
„Bildersturm“ als vermeintliche Konsequenz von Luthers Theologie (Thomas Murner, Von dem grossen Lutherischen Narren, 1522)

- Für Karlstadt machte sich die Gültigkeit des alttestamentlichen Gesetzes für Christen besonders am Bilderverbot fest. Die Entfernung kultischer Bilder aus Kirchen wurde von Luther als „Bildersturm“ bezeichnet und damit als gewalttätiges „Stürmen“ diskreditiert. Gegen Karlstadt behauptete Luther, für Christen gelte statt des alttestamentlichen Gesetzes das kaiserliche Recht. Die Tora sei „der Juden Sachsenspiegel“ und gehe die Christen nichts mehr an. Damit trat Luther für eine Eigenständigkeit der bürgerlichen Rechtschaffenheit (iustitia civilis) ein, deren Normen nicht biblizistisch hergeleitet werden.[6]
- Für Johann Agricola hat es der Glaube nur mit dem Evangelium zu tun; das Gesetz gehöre ins Rathaus und nicht auf die Kanzel.[7] Luther ging nicht so weit. Das Gesetz könne zwar nichts zur Rechtfertigung beitragen. Aber es beschreibe eine Grundverfassung des Menschen. Der Mensch werde vom Gesetz z. B. mit der Forderung der Mitmenschlichkeit konfrontiert: ignoriert er sie, so macht er sich schuldig; erfüllt er sie, so dient ihm das nach Luther nur zur Selbstbestätigung und endet als fatale Selbstgerechtigkeit.[8]

Gibt es für Luther eine allgemeinmenschliche Gesetzeserfahrung? Nach Ebelings Definition wäre das anzunehmen: „Gesetz ist für Luther nicht eine statuarische geoffenbarte Norm, zu der sich nun der Mensch so oder so verhält, sondern … eine existentiale Kategorie, in der die theologische Interpretation des faktischen Menschseins zusammengeballt ist. Gesetz ist darum nicht eine Idee oder eine Summe von Sätzen, sondern die Wirklichkeit des gefallenen Menschen.“ Vor dem Hintergrund moderner Philosophie ist die Annahme, es gebe eine natürliche Gotteserkenntnis, mindestens umstritten. Luther sah das allerdings so: Das Gesetz sei in Form der Zehn Gebote jedem Menschen in Herz und Gewissen eingeprägt. Für Luther gehörte das Gesetz auf die Kanzel, allerdings nicht als (pädagogische oder moralisierende) Gesetzespredigt, sondern als Wegweiser zum Evangelium. Luther hat die Äußerung, die Tora sei der Juden Sachsenspiegel und ginge die Christen nichts an, teilweise wieder relativiert: es gebe in der Tora Gesetze, besonders den Dekalog, die dem natürlichen Gesetz entsprächen, siehe auch Naturrecht. Dasselbe Gesetz, das Gott dem Mose am Sinai offenbarte, sei auch allen Menschen ins Herz geschrieben.
Im Blick auf den ersten Gebrauch des Gesetzes (usus civilis) ergeben sich Perspektiven für eine moderne lutherische Ethik. „Das ‚Gesetz‘ ist dasselbe für Christen und Nichtchristen. Nur seine Bedeutung, Wirkung, ‚Funktion‘ ist verschieden für Christen und Nichtchristen“, so Martin Honecker. In christlicher Freiheit können deshalb neue Gesetze entworfen werden, nach Luther sogar ein neuer Dekalog. Aber dabei bleibt man immer anfällig für Irrtümer. Die Entwicklung neuer Gesetze ist deshalb ein kommunikatives Geschehen, bei der die Christen untereinander, aber auch mit der Bibel im Gespräch bleiben.